# Grafikens hus

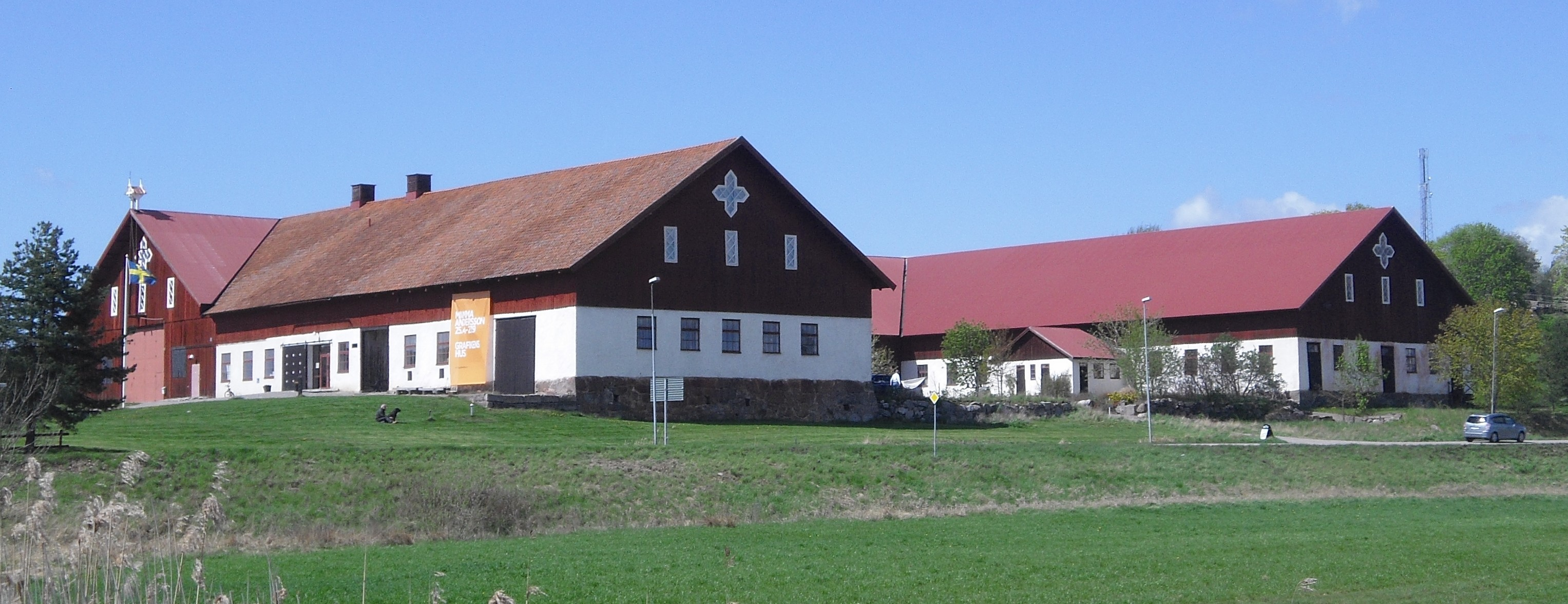
Grafikens hus i Kungsladugården i Mariefred, maj 2009

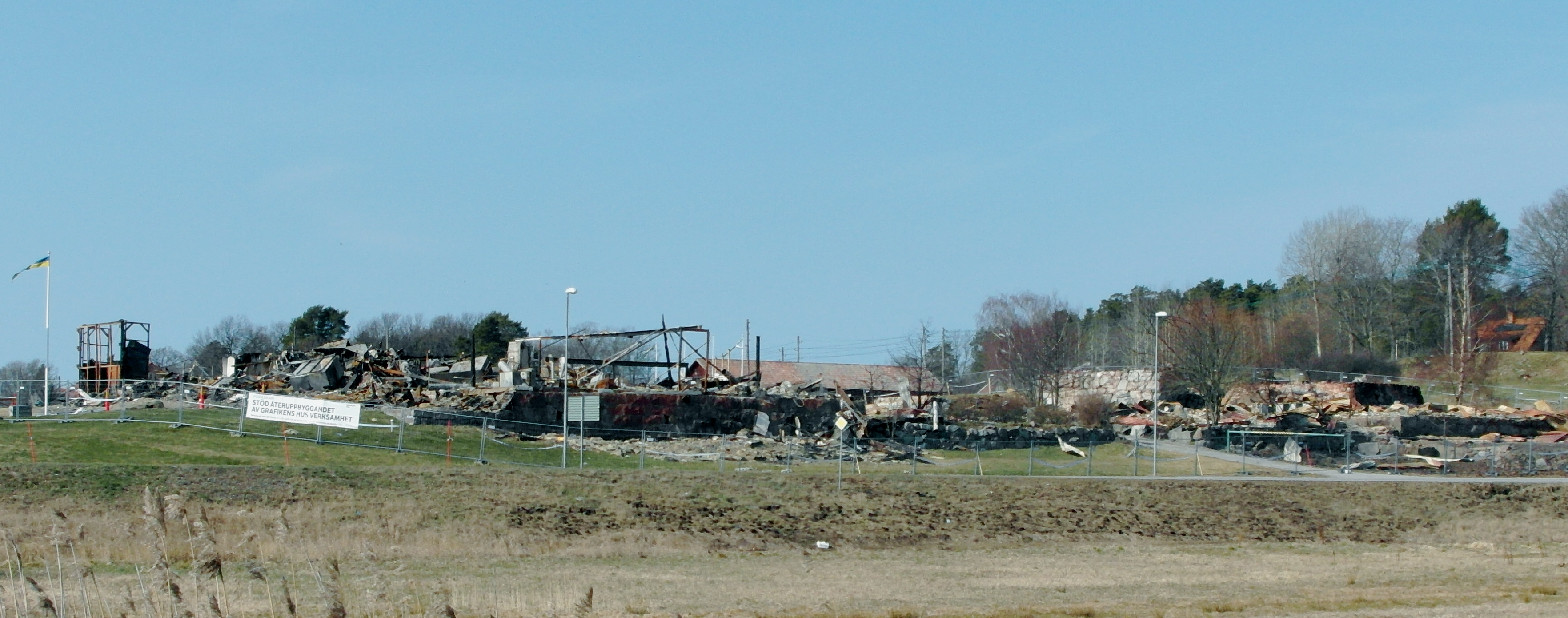
De nedbrunna resterna efter branden i Grafikens hus, mars 2014

Grafikens hus är ett svenskt centrum för grafik, som hade utställningshallar, professionella grafiska verkstäder och olika evenemang med koppling till grafisk konst i de tidigare ekonomibyggnaderna till Gripsholms kungsladugård i Mariefred.
Den stora ladugårdsbyggnaden med konsthallen låg strax söder om Kärnbo kyrkoruin. Byggnaden uppfördes före 1885 som ekonomibyggnad till det stora jordbruk som hörde samman med Gripsholms slott. I länsstyrelsens och kommunens gemensamma kulturhistoriska analys för området, som togs fram 1993, omnämns byggnaderna som delar av ett riksintresse att bevara.
Lokalerna totalförstördes i en brand den 16 mars 2014. Grafikens hus har sedan 2016 börjat etablera en ny verksamhetsbas i Södertälje.

## Verksamheten
Grafikens hus har tillkommit som ett internationellt centrum för den grafiska konsten, öppet för alla som är intresserade av grafik – en grafikintresserad allmänhet, konstnärer, konstvetare, konstföreningar, gallerier, skolor och företag med flera – för att ta del av grafisk konst, arbeta eller följa arbetet i verkstäderna och studera i samlingarna. Där har svenska konstnärer och gästande kollegor från utlandet träffats i ett sammanhang, där tankar och färdigheter kan utbytas och praktiseras. Konsthallen invigdes av kung Carl XVI Gustaf år 1996. Drivande krafter bakom tillkomsten var de tre konstnärerna Philip von Schantz, Nils Stenqvist och Björn Lindroth. 
Grafikens hus är Sveriges enda museum med konsthall där fokus ligger på den grafiska samtidskonsten. Här visar man svensk och internationell grafik av såväl väletablerade konstnärer som nya unga grafiker. Här arrangeras mellan 10 och 15 olika utställningar per år.
Under en stor del av 2010 pågick exempelvis en utställning med grafik av Pablo Picasso på Grafikens hus.

### 2014
Utställningsåret inleddes 18 januari–23 mars med Mitt i vimlet med Karin Petri Wennström & Berndt Wennström.
Under början av året lade man dock ner mest arbete på att arrangera för två utställningar som skulle pågå till och med augusti 2014, med verk av konstnären Carl Fredrik Reuterswärd och torrnålsteknik med Axel Fridell och Evert Lundquist. Till den 16 mars 2014 var allt klart för vernissagerna, men under natten förstördes hela anläggningen i en brand. Även alla dessa inlånade verk förstördes i branden.

### Branden
Omkring klockan 01:30 söndagen den 16 mars 2014 utbröt en brand i en annan lokal i den gamla ladugårdsbyggnad som inhyste Grafikens hus samt utrustning som tillhörde Gripsholms golfklubb. 
När brandkåren kom till platsen var den gamla ladugårdsbyggnaden övertänd och arbetet koncentrerades till att begränsa branden. Ladugårdsbyggnaderna brann ner till grunden och ingenting gick att rädda. 
Orsaken till branden är inte fastställd.
Efter branden fick konsthallen tillfälliga lokaler i Mariefreds stadskärna. I november 2015 tog styrelsen för Grafikens hus ett beslut att 2016 flytta verksamheten till Södertälje, där man i väntan på nya framtida utställningslokaler bedriver en turnerande, uppsökande verksamhet sedan 2016.